# The Atlantic Neptune

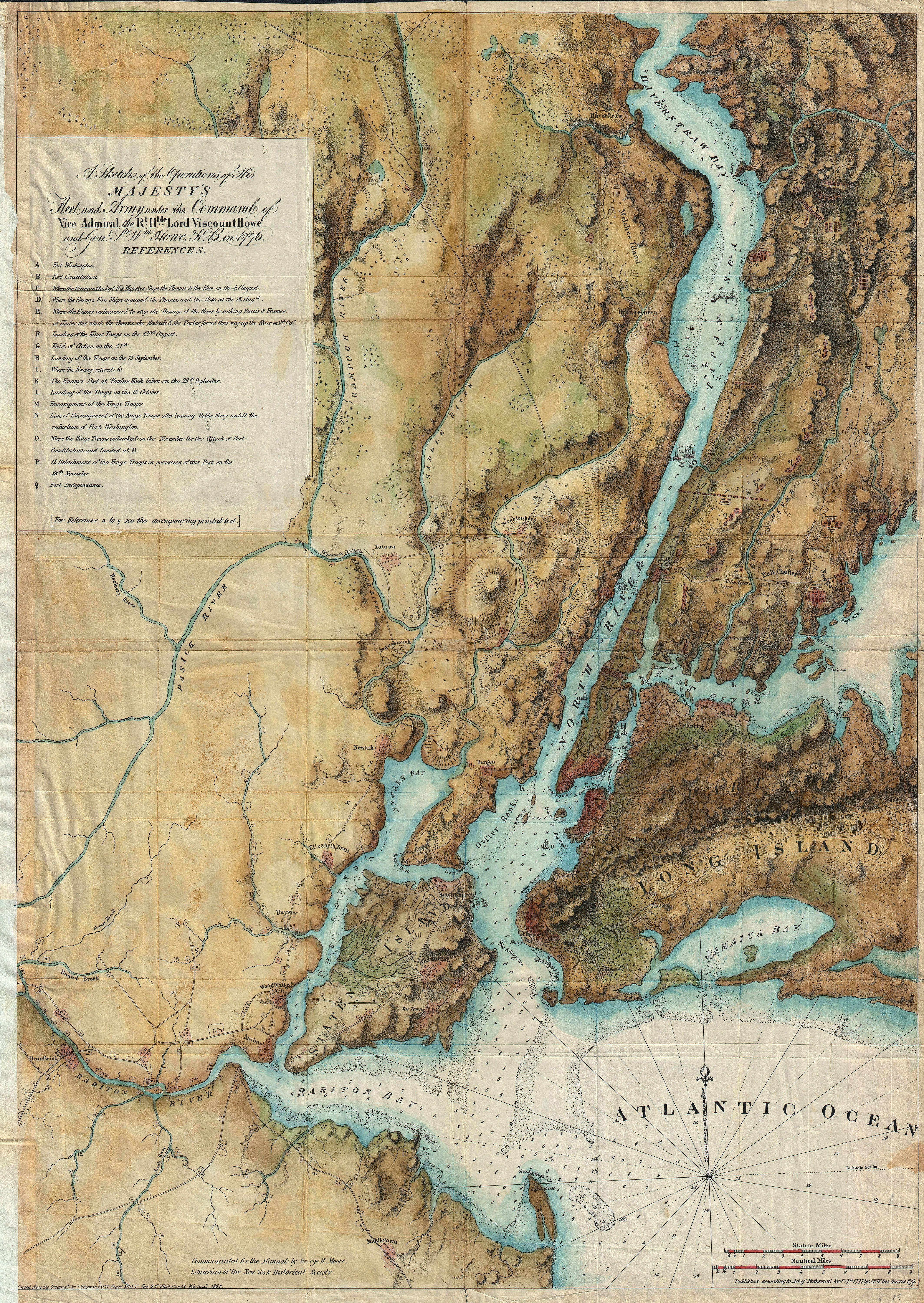
1777. Carte de New York City, réimpression 1864

The Atlantic Neptune, atlas monumental en quatre volumes et 145 cartes, est la plus importante collection de plans et de cartes géographiques de l'Amérique du Nord, publiée au cours du XVIIIe siècle. Cette œuvre, qui a été conçue et créée par le colonel Joseph Frederick Wallet Des Barres, coûta à l'Amirauté britannique à peu près £ 100.000.

## Histoire et description

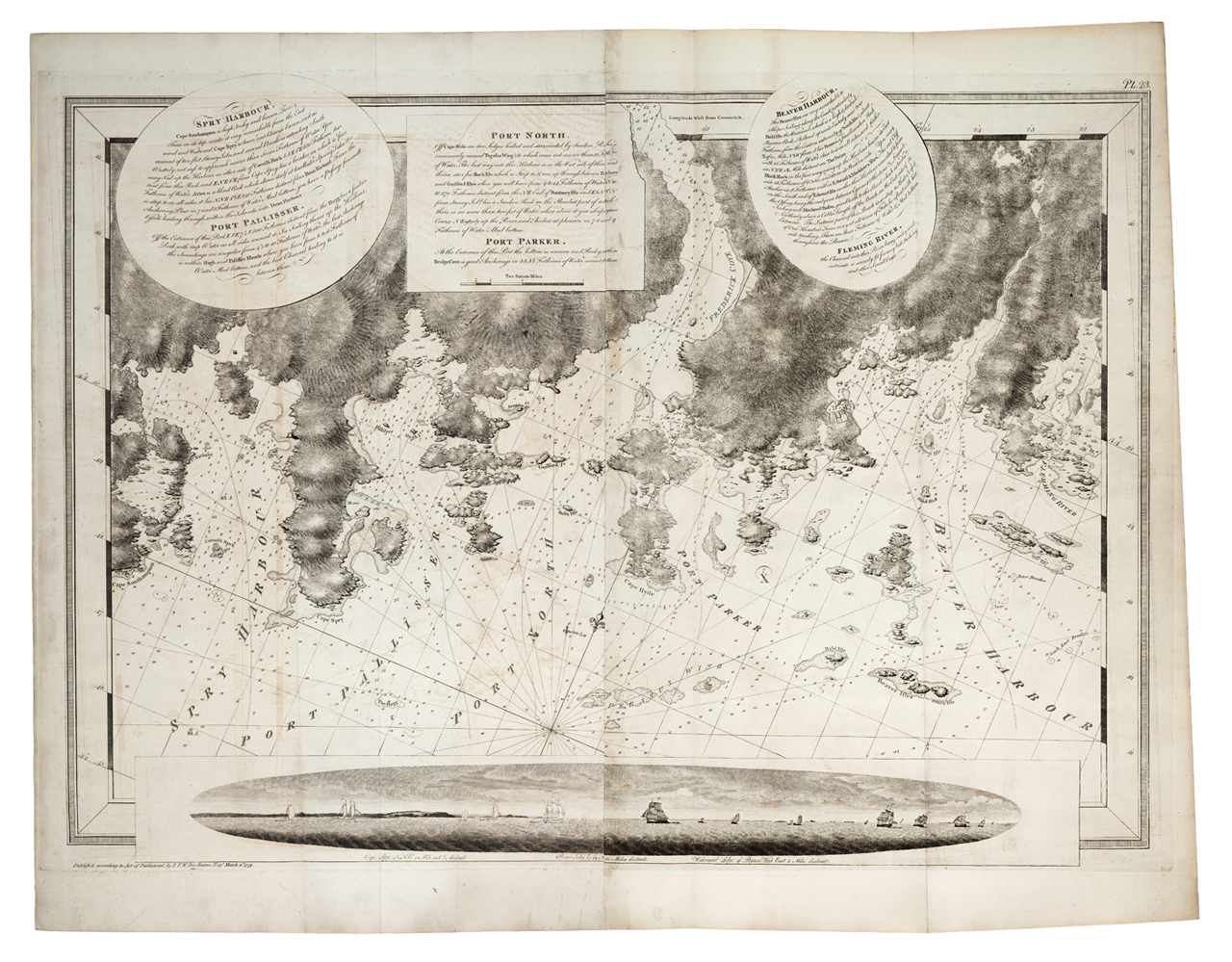
De Spry Harbour à la rivière Flemming

Des Barres a réalisé des cartes des côtes de l'Amérique du Nord, le long de l'Atlantique, cartographiant à partir de Terre-Neuve jusqu'à New York. Cette étude de la côte de la Nouvelle-Écosse a pris environ dix ans, en raison de sa longueur et de sa complexité.
Le travail d'arpentage étant effectué en été et en hiver, Des Barres se retirait pendant le reste du temps dans le Castle Frederick (en), à Falmouth (en), pour compléter ses cartes et ses dessins. De 1774 au 1781, sous la direction de l'Amirauté britannique, Des Barres édita ses cartes de l'est de l'Amérique du Nord.
Cet Atlas ouvrit définitivement la voie à la connaissance de l'Amérique du Nord et du Canada. Pour les Anglais, il était nécessaire d'avoir une étude cartographique détaillée des côtes atlantiques, à partir du fleuve Saint-Laurent (qui marque aujourd’hui la frontière entre le Canada et les États-Unis). Le résultat des campagnes scientifiques, à la suite des troupes anglaises, a été ce monumental travail cartographique. The Atlantic Neptune pendant plus de cinquante ans est resté l'instrument de navigation le plus complet et a été utilisé, soit par la Marine, soit par des navires commerciaux.
Le travail de Des Barres occupa bientôt deux maisons et employa 20 assistants pour la compilation, la rédaction et la correction des cartes. The Atlantic Neptune, qui était une commande et n'est pas standard, s'étendit finalement à cinq sections : la Nouvelle-Écosse, la Nouvelle-Angleterre, le fleuve et le golfe du Saint-Laurent (basé sur les travaux de James Cook), la côte au sud de New York, et les vues côtières américaines.
Ces cartes représentent la première carte complète des colonies du nord-est de la Grande-Bretagne : environ 145 vues de la côte, y compris des vues pleine page de Québec, Louisburg, Halifax, île de Sable, Annapolis Royal, Portsmouth, Boston et New York.
Les cartes des côtes furent gravées à l'eau forte et colorées à la main. Nombreuses sont les vues avec des lieux d'ancrage. Le travail fut accompli avec l'aide de l'ingénieur Samuel Holland. Ce grand ouvrage fut utilisé comme une des références pour déterminer, un siècle plus tard, le méridien de Greenwich.

### The Atlantic Neptuneen musée
- Greenwich, National Maritime Museum
- Londres, National Portrait Gallery
- Londres, Palais de Buckingham[3]
- New York, National Gallery of Art[4]

- Washington, Bibliothèque du Congrès[5]

### Expositions
- 2013 : Charting an Empire: The Atlantic Neptune, Boston, Bibliothèque publique de Boston (1er mai-3 novembre).

## Galerie

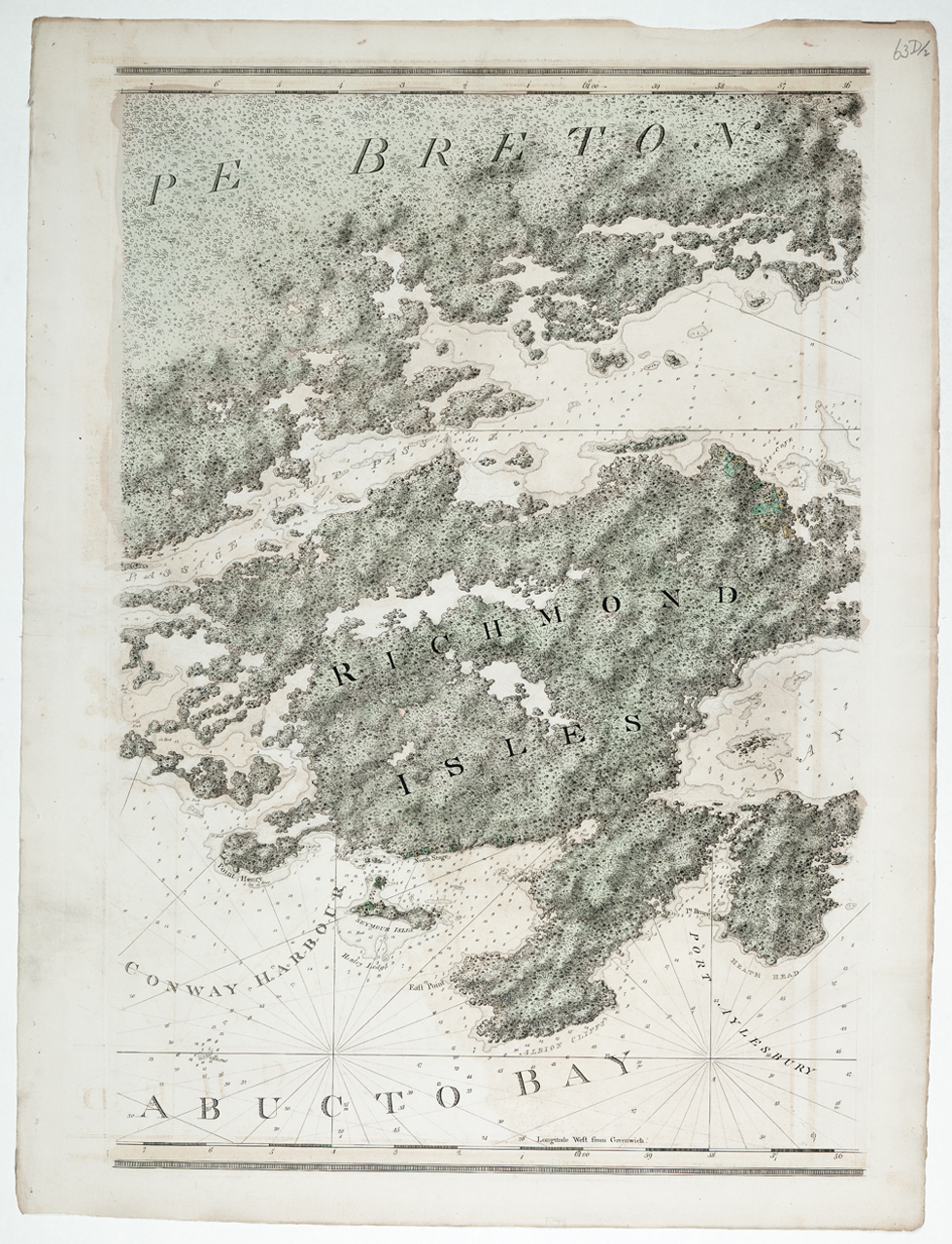
Île Richmond et baie de Chedabouctou
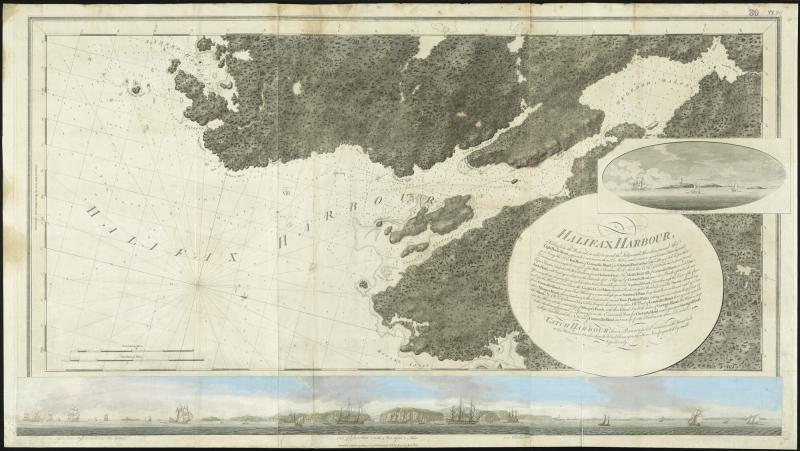
Cole Harbour
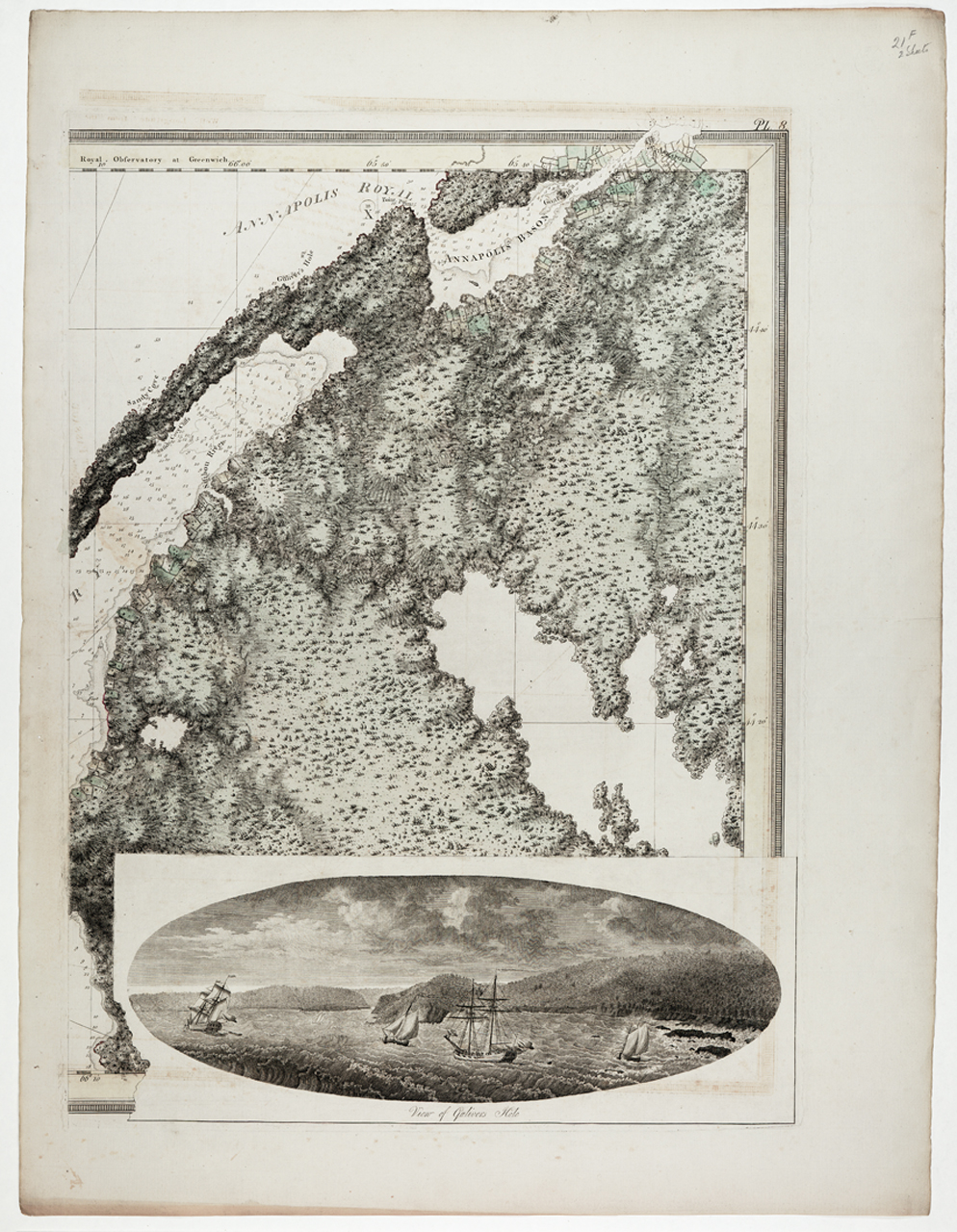
Annapolis Royal et  Bay Mary’s
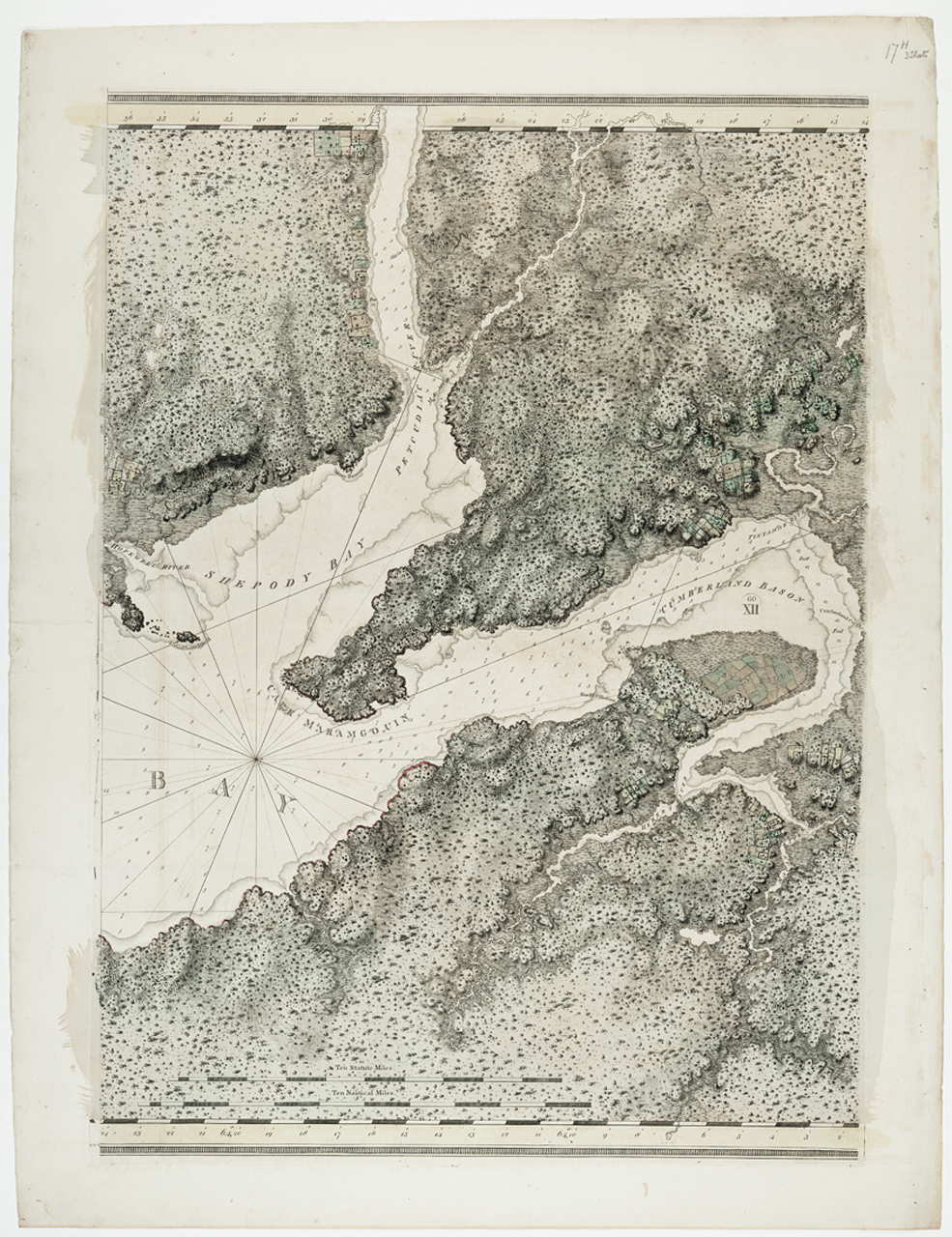
Baie de Chignectou

## Autres projets